# ケイ郡 (オクラホマ州)
ケイ郡（英: Kay County）は、アメリカ合衆国オクラホマ州の北部に位置する郡である。2010年国勢調査での人口は46,562人であり、2000年の48,080人から3.2％減少した。郡庁所在地はニューカーク市（人口2,317人）であり、同郡で人口最大の自治体はポンカシティ市（人口25,387人）である。ただし、ポンカシティはその一部が東隣のオーセージ郡に入っている。

## 19世紀
ケイ郡はカンザス州との州境に接するオクラホマ州北部の中央にあり、「チェロキー・ストリップ」あるいは「チェロキー・アウトレット」と呼ばれた地域から設立された。オクラホマ準州が州に昇格した時に、単純にアルファベットの1文字で“K”郡とされ、それが今日の“Kay”郡に繋がっており、このような郡はケイ郡のみである。

## 21世紀
2010年、キーストーン・クッシング・パイプライン（フェイズ2)がケイ郡を南北に貫いて建設された。

## 地理
アメリカ合衆国国勢調査局に拠れば、郡域全面積は945平方マイル (2,447.5 km2)であり、このうち陸地は919平方マイル (2,380.2 km2)、水域は26平方マイル (67.3 km2)で水域率は2.80％である。郡内の最高地点は標高1,011フィート (308 m) のハバード道路である。北はカンザス州であり、東側郡境は人口湖のコー湖とアーカンザス川で造られている。

### 主要高規格道路
- 州間高速道路35号線
- アメリカ国道60号線
- アメリカ国道77号線
- アメリカ国道177号線
- オクラホマ州道11号線
- オクラホマ州道156号線

### 隣接する郡
- カウリー郡 (カンザス州) - 北
- オーセージ郡 - 東
- ノーブル郡 - 南
- ガーフィールド郡 - 南西
- グラント郡 - 西

## 人口動態
以下は2000年国勢調査による人口統計データである。
| 基礎データ - 人口: 48,080人 - 世帯数: 19,157 世帯 - 家族数: 13,141 家族 - 人口密度: 20人/km2（52人/mi2） - 住居数: 21,804軒 - 住居密度: 9軒/km2（24軒/mi2） 人種別人口構成 - 白人: 84.16% - アフリカン・アメリカン: 1.79% - ネイティブ・アメリカン: 7.53% - アジア人: 0.53% - 太平洋諸島系: 0.02% - その他の人種: 1.98% - 混血: 4.00% - ヒスパニック・ラテン系: 4.25% 年齢別人口構成 - 18歳未満: 26.4% - 18-24歳: 8.8% - 25-44歳: 25.0% - 45-64歳: 22.8% - 65歳以上: 17.0% - 年齢の中央値: 38歳 - 性比（女性100人あたり男性の人口） - 総人口: 93.7 - 18歳以上: 89.9 | 世帯と家族（対世帯数） - 18歳未満の子供がいる: 31.9% - 結婚・同居している夫婦: 54.7% - 未婚・離婚・死別女性が世帯主: 10.2% - 非家族世帯: 31.4% - 単身世帯: 27.9% - 65歳以上の老人1人暮らし: 13.1% - 平均構成人数 - 世帯: 2.45人 - 家族: 2.99人 収入と家計 - 収入の中央値 - 世帯: 30,762米ドル - 家族: 38,1447米ドル - 性別 - 男性: 30,431米ドル - 女性: 19,617米ドル - 人口1人あたり収入: 16,643米ドル - 貧困線以下 - 対人口: 16.0% - 対家族数: 12.41% - 18歳未満: 22.7% - 65歳以上: 9.5% |

## 都市と町
| - ポンカシティ - ニューカーク（郡庁所在地） - ブラックウェル - ブラマン | - コーシティ - キルデア - トンカワ - ナーディン |

## 著名な出身者
- ジム・リース、1957年ケイ郡生まれ、元オクラホマ州議会下院議員、2011年以降はオクラホマ州農務省のコミッショナー